# J.R.’s Masterpiece
J.R.’s Masterpiece (рус, «Шедевр Джей Ара») — восьмой эпизод второго сезона американского телесериала «Даллас» канала TNT. В этом эпизоде происходят похороны Джей Ара Юинга, который был убит в предыдущем эпизоде The Fast and the Furious. Эпизод посвящён памяти Ларри Хэгмэна, игравшего роль Джей Ара начиная со старта оригинального «Далласа» в 1978 году, вплоть до самой смерти в ноябре 2012 года на съемках второго сезона обновленного продолжения.

## Производство
Ларри Хэгмэн, исполнявший роль Джей Ара Юинга, центрального антагониста, скончался 23 ноября 2012 года в медицинском центре в Далласе от рака горла. Он умер в кругу близких людей, среди которых были Линда Грей и Патрик Даффи, коллеги по сериалу «Даллас». Новость о его смерти стала неожиданностью для многих, в частности для продюсеров обновленного сериала «Даллас», в котором он снимался до последних дней. На момент смерти он успел сняться в шести из пятнадцати эпизодов второго сезона сериала. Спустя неделю после его смерти съемки новых эпизодов продолжились и сценаристы в экстренном порядке начали разрабатывать историю гибели персонажа Хэгмэна. В рамках пресс-тура для Ассоциации телевизионных критиков в январе 2013 года руководство канала заявило, что они «очень опечалены» смертью актёра и собираются сделать эпизод-дань Хэгмэну, в который будет полностью сосредоточен на похоронах персонажа. Это будет восьмой эпизод второго сезона, который выйдет 11 марта.
В качестве дани вкладу Хэгмэна в сериал и телевидение в целом, ряд актёров из оригинального сериала подписался на участие в эпизоде J.R.’s Masterpiece. Среди них были Кэти Подвелл, игравшая роль второй жены Джей Ара Кэлли Харпер в последних сезонах; Дебора Шелтон роли одной из его любовниц Мэнди Уингер; Шарлин Тилтон в роли Люси Юинг; Джоан Ван Арк и Тэд Шакелфорд в ролях Вэлин и Гэри Юингов; Стив Кэнэли в роли Рэя Креббса. Все они приняли участие в съемках эпизода и повторили свои роли из оригинального сериала спустя более чем два десятилетия.
Сценарий эпизода был написан шоураннером сериала Синтией Сидре. Сама же смерть персонажа фактически повторяет знаменитый клиффхэнгер 1980 года Who shot J. R.? привлёкший к экранам рекордные 83 млн зрителей, который в данном случае трансформировался в Who Killed J.R.?.

## Реакция

### Отзывы критиков
Эпизод был единогласно высоко оценен ведущими телевизионными критиками. Большинство из них оценивали J.R.’s Masterpiece как наиболее драматичный и доводящий до слез эпизод не только нового «Далласа», но и всей франшизы. Особую похвалу за свою игру получила Линда Грей, а также Патрик Даффи. Критик сайта TV Fanatic Кристина Орландо назвала реакцию Сью Эллен и её последующий монолог на похоронах наиболее драматичной в эпизоде. Бобби тем временем Орландо сравнивала с Мисс Элли Юинг и её реакцией на смерть Джока в 1981 году. Помимо этого она также отметила, что эпизод несмотря на фокусирование на смерти и похоронах имеет заметные сюжетные задатки для последующих эпизодов. Мэнди Биэрли из журнала Entertainment Weekly назвала похороны «Шумными, мрачным и шедевральными». Наиболее примечательным моментом она назвала появление на мемориальной службе давнего врага Джей Ара Клиффа Барнса, который пришел туда, чтобы в последний раз посмеяться над покойным.

### Телевизионные рейтинги
В своей первоначальной трансляции эпизод привлек к экранам 3,559 млн зрителей, а демографический рейтинг в категории 18-49 составил 0,9. Это был лучший результат с августа 2012 года и эпизод привлек почти на тридцать процентов больше зрителей, чем предыдущий. После подсчета просмотров на DVR общее количество зрителей выросло до 4,6 млн, 1,8 млн из которых было в категории 25-54 и 1,5 в 18-49.